# كارولينا كاستنغ
كارولينا كاستنغ أرودا (بالبرتغالية: Carolina Kasting Arruda‏) هي ممثلة برازيلية ولدت في يوم 12 يوليو 1975 في مدينة فلوريانوبوليس في البرازيل ، مثلت في عدة مسلسلات منها مسلسل جوليانا في سنة 1999، حيث مثلت فيه دورة روزانا.

## روابط خارجية
- كارولينا كاستنغ على موقع IMDb (الإنجليزية)
- كارولينا كاستنغ على موقع أول موفي (الإنجليزية)
- كارولينا كاستنغ على موقع قاعدة بيانات الفيلم (الإنجليزية)
- كارولينا كاستنغ على موقع كينوبويسك (الروسية)